# Clearwater, Minnesota
Clearwater là một thành phố thuộc quận Wright, tiểu bang Minnesota, Hoa Kỳ. Năm 2010, dân số của thành phố này là 1735 người.

## Dân số
- Dân số năm 2000: 858 người.
- Dân số năm 2010: 1735 người.